# Rimske Toplice
Rimske Toplice este o localitate din comuna Laško, Slovenia, cu o populație de 822 de locuitori.